# السرمانية
السرمانية قرية تتبع منطقة الغاب في محافظة حماة في سورية. تقع في أقصى شمال غرب سهل الغاب عند حدود محافظة حماة مع محافظتي إدلب واللاذقية.

## التاريخ
تعرف السرمانية على أنها قرية «ساروم» التي ولد فيها يوحنا مارون، أول بطريرك ماروني.
في القرن الثاني عشر كانت السرمانية جزء من إمارة أنطاكية. اسمها مستمد من عائلة السرماني التي كانت تسيطر على القلعة. كانت عائلة السرماني عائلة جرمانية، شغل العديد من أعضائها مناصب رفيعة المستوى داخل الإمارة، بما في ذلك جيرايس السرماني الانطاكي.
استولى السلطان صلاح الدين الأيوبي، على القلعة في 19 آب 1188 بعد حصار قصير.

## أعلام
- يوحنا مارون